# ميلتون أ. كاندلر
ميلتون أ. كاندلر هو محامي وسياسي أمريكي، ولد في 11 يناير 1837 في جورجيا في الولايات المتحدة، وتوفي في 8 أغسطس 1909 في ديكاتور في الولايات المتحدة. نشط حزبياً في الحزب الديمقراطي. وقد انتخب عضو مجلس نواب جورجيا ‏ وانتخب عضو مجلس النواب الأمريكي ‏.